# Llista d'emperadors de la dinastia Tang
La Dinastia Tang va governar Xina durant quasi 300 anys, de 618 a 907, amb un total de 21 emperadors i una emperadriu, segons el detall següent:

## LLista d'emperadors
| Nom de Temple                                  | Nom de família     |  | Anys de regnat     | Noms d'Era |
| ---------------------------------------------- | ------------------ |  | ------------------ | --- |
| Gaozu (Emperador Gaozu de Tang) 高祖           | Li Yuan 李渊       |  | 618 - 626          | Wude 武德 |
| Taizong 太宗                                   | Li Shimin 李世民   |  | 626 - 649          | Zhenguan 貞觀 |
| Emperador Gaozang de Tang 高宗                 | Li Shi 李治        |  | 649 - 683          | - Yonghui (650-655) - Xianqing (656-661) - Longshuo (661-663) - Linde (664-665) - Qianfeng (666-668) - Zongzhang (668-670) - Xianheng (670-674) - Shangyuan (674-676) - Yifeng (676-679) - Tialu (679-680) - Yonglong (680-681) - Kaiyao (681-682) - Yongchun (682-683) - Hongdao (683) |
| Emperador Zhongzong de Tang 中宗               | Li Xian 李顯       |  |                    | Sisheng |
| Emperadopr Ruizong de Tang 睿宗                | Li Dan 李旦        |  | 684-690            | - Wenming (684) - Guangzhai (684) - Chuigong (685-688) - Yongchang (689) - Zaichu (690) |
| Dinastia Zhou (690 - 705)                      |                    |  |                    | |
| Emperadriu Wu Zetian武则天                     | Li Zhou 李州       |  | 690 - 705          | - Shengshen (690-693) - Jinlun Shengshen (693-694) - Yuegu Jinlun shengshen (694-695) - Jinlun shengshen (695) - Tiance Jinlun Dasheng (695-705) |
| Continuació de la Dinastia Tang (705 - 907)    |                    |  |                    | |
| Zhongzong 中宗                                 | Li Xian 李顯       |  | 705 - 710          | - Shenlong (705-707) - Jinglong (707-710) |
| Emperador Shang de Tang 殇                     | Li Chongmao 李重茅 |  | 710                | Tanglong |
| Emperador Ruizong de Tang睿宗                  | Li Dan 李旦        |  | 710 - 712          | - Jingyun (710-711) - Taiji (712) - Yanhe (712) |
| Emperador Xuanzong de Tang 玄宗                | Li Longji 李隆基   |  | 712 - 756          | - Xiantian (712-713) - Kaiyuan (713-741) - Tianbao (742-756) |
| Suzong 肃宗                                    | Li Heng 李亨       |  | 756 - 762          | - Zhide (756-758) - Qianyuan (758-760) - Shangyuan (760-761) |
| Emperador Daizong deTang 代宗                  | Li Yu 李豫         |  | 762 - 779          | - Baoying (762-763) - Guangde (763-764) - Yingtai (765-766) - Dali (766-779 |
| Emperador Dezong de Tang 德宗                  | Li Kuo 李适        |  | 779 / 805          | - Jianzhong (780-783) - Xingyuan (784) - Zhenyuan (785-805) |
| Emperador Shunzong de Tang 顺宗                | LI Song 李誦       |  | 805                | Yongzhen |
| Emperador Xianzong de Tang 唐宪宗              | Li Chun 李纯       |  | 805 / 820          | Yuan 和*806/820（ |
| Emperador Muzong de Tang 贵穆宗                | Li Heng 李恆       |  | 820 - 824          | Changqing (821-824) |
| Emperador Jingzong de Tang 敬宗,               | Li Zhan 李湛       |  | 824 - 827          | Baoli (824-826) |
| Emperador Wenzong de Tang 文宗                 | Li Ang 李昂        |  | 827 - 840          | - Baoli (826) - Dahe o Taihe (827-835) - Kaicheng (836-840) |
| Emperador Wuzong de Tang 武宗                  | Li Yan 李炎        |  | 840 / 846          | Huichang (840-846) |
| Emperador Xuānzong de Tang (nom d'Era Dazhong) | Li Chen 李忱       |  | 846 - 859          | Dazhong (847-859) |
| Emperador Yizong de Tang 懿宗                  | Li Cui 李催        |  | 859 / 873          | - Dazhong (859) - Xiantong (860-873) |
| Emperador Xizong de Tang 僖宗                  | LI Xuan 李儇       |  | 873 - 888          | - Xiantong (873-874) - Qianfu (874-879) - Guangming (880-881) - Zhonghe (881-885) - Guangqi (885-888) |
| Emperador Zhaozong de Tang 昭宗                | Li Ye 李曄         |  | 888 - 900 901- 904 | - Longji (889) - Dashun (890-891) - Jingfu (892-893) - Qianning (894-898) - Guanghua (898-901) - Tianfu (901-904) - Tianyou (904) |
| Ai 哀                                          | Li Zhu 李祝        |  | 904 - 907)         | Tianyou |